# SN 2007uw
SN 2007uw – supernowa typu Ia odkryta 12 grudnia 2007 roku w galaktyce A023009-0740. Jej jasność pozostaje nieznana.